# Hanover (Jamaica)
Hanover é uma paróquia da Jamaica localizada no condado de Cornwall, sua capital é a cidade de Lucea.	